# Russell Crowe
Russell Crowe (anglès: Russell Ira Crowe)  (Strathmore Park i Wellington, 7 d'abril de 1964) és un actor, director, productor de cinema i cantant neozelandès, guanyador d'un Oscar.

## Biografia

### Inicis
Crowe va néixer al suburbi de Wellington de Strathmore Park el 7 d'abril de 1964, fill dels cuiners Jocelyn Yvonne (de soltera Wemyss) i John Alexander Crowe. El seu pare també gestionava un hotel. El seu avi matern, Stan Wemyss, era un director de fotografia que va ser nomenat MBE per filmar imatges de la Segona Guerra Mundial com a membre de la Unitat de Cinema de Nova Zelanda. Crowe és maori i s'identifica amb Ngāti Porou a través d'una de les seves besàvies maternes. El seu avi patern, John Doubleday Crowe, era gal·lès de Wrexham, mentre que un altre dels seus avis era escocès. La seva altra ascendència inclou l'anglès, l'alemany, l'irlandès, l'italià, el noruec i el suec. És cosí dels antics capitans nacionals de cricket de Nova Zelanda Martin i Jeff Crowe, i nebot del jugador de cricket Dave Crowe.
Quan Crowe tenia quatre anys, la seva família es va traslladar a Austràlia i es va instal·lar a Sydney, on els seus pares van seguir la seva carrera com a cuiners de plató. El padrí de la seva mare va ser el productor de la sèrie de televisió australiana Spyforce, i Crowe va ser contractat per a una línia de diàleg en un episodi de la sèrie als cinc o sis anys, al costat de l'estrella de la sèrie Jack Thompson. Més tard, el 1994, Thompson interpretaria el pare del personatge de Crowe a The Sum of Us. Crowe també va aparèixer breument a la sèrie The Young Doctors. A Austràlia, es va educar a la Vaucluse Public School i a la Sydney Boys High School, abans que la seva família es traslladés a Nova Zelanda el 1978 quan tenia 14 anys. Va continuar els seus estudis secundaris a l'Auckland Grammar School, amb els seus cosins i germà Terry, i a la Mount Roskill Grammar School abans de deixar l'escola als 16 anys per seguir les seves ambicions d'actuació.

### Carrera d'actor

#### Nova Zelanda

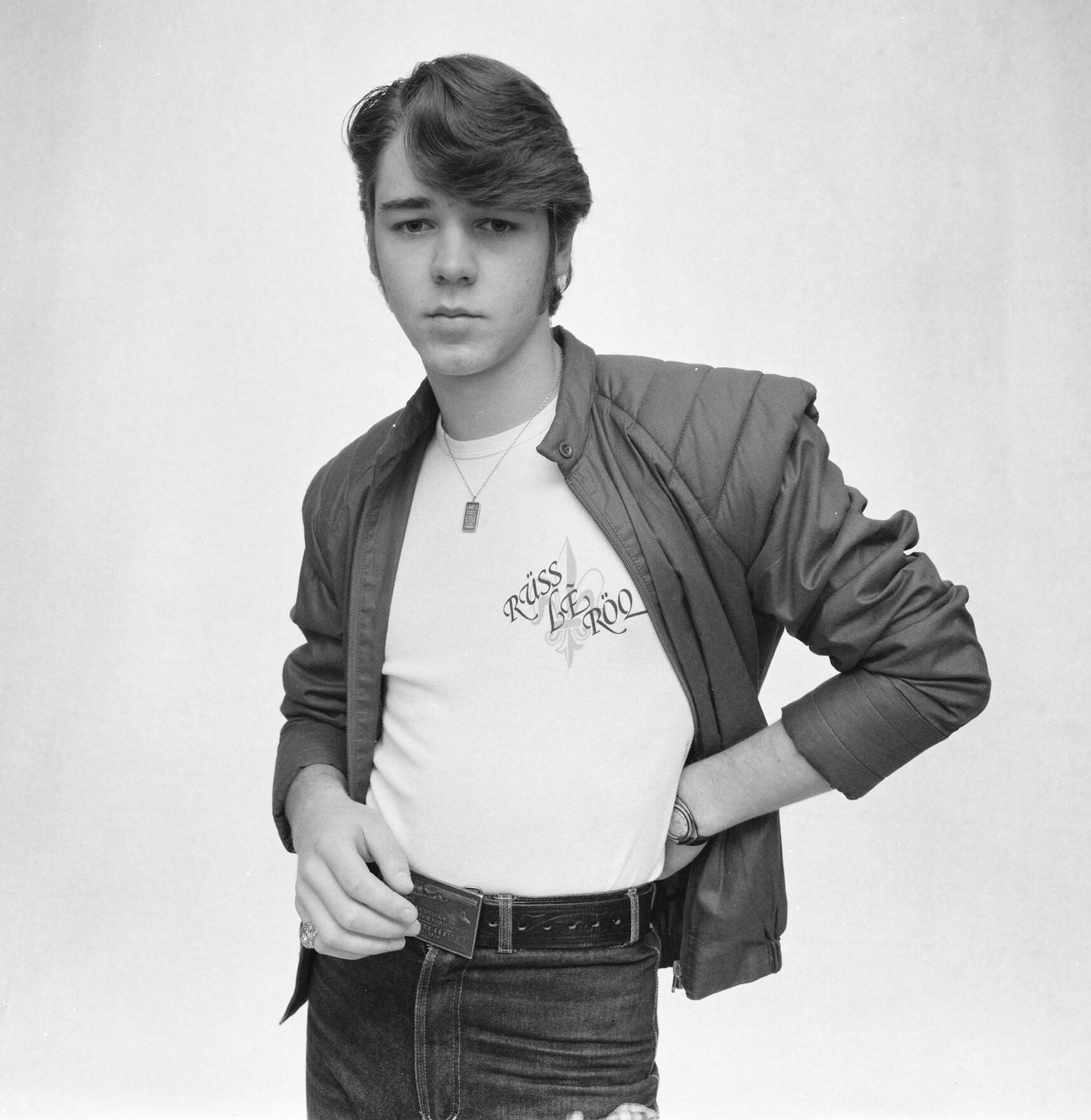
Una foto promocional de Crowe com Russ Le Roq el 1981

Sota la guia del seu bon amic Tom Sharplin, Crowe va començar la seva carrera com a músic a principis de la dècada de 1980 amb el nom artístic de «Russ Le Roq». Va llançar diversos senzills neozelandesos com «I Just Wanna Be Like Marlon Brando», «Pier 13» i «Shattered Glass», cap dels quals va arribar a la llista. Va dirigir un local de música d'Auckland anomenat «The Venue» el 1984. Quan tenia 18 anys, va aparèixer a A Very Special Person..., un vídeo promocional del curs de teologia / ministeri de la Universitat d'Avondale, un proveïdor d'educació terciària adventista del setè dia a Nova Gal·les del Sud, Austràlia.

#### Austràlia
Crowe va deixar Nova Zelanda i va tornar a Austràlia als 21 anys, amb la intenció d'entrar a l’Institut Nacional d'Art Dramàtic. Va dir: «Estava treballant en un espectacle de teatre i vaig parlar amb un noi que llavors era el cap de suport tècnic de NIDA. Li vaig preguntar què pensava de passar tres anys al NIDA. Em va dir que seria una pèrdua de temps. Va dir: «Tu ja fas les coses que s' hi aprenen, i ho has estat fent durant la major part de la teva vida, així que no hi ha res per ensenyar-te, només mals hàbits». De 1986 a 1988, el director Daniel Abineri li va donar el seu primer paper professional en una producció neozelandesa de The Rocky Horror Show. Va interpretar el paper d'Eddie/Dr Scott. Va repetir aquesta actuació en una altra producció australiana, que també va fer una gira per Nova Zelanda. El 1987, Crowe va passar sis mesos fent música quan no va trobar cap altra feina. A la producció australiana de Blood Brothers de 1988, Crowe va interpretar el paper de Mickey. També va ser llançat de nou per Daniel Abineri en el paper de Johnny, al musical escènic Bad Boy Johnny and the Prophets of Doom el 1989.
Després d'aparèixer a la sèrie de televisió Neighbours and Living with the Law, Crowe va ser elegida per Faith Martin a la seva primera pel·lícula, The Crossing (1990), un triangle amorós d'un poble petit dirigit per George Ogilvie. Abans que comencés la producció, un protegit estudiant de cinema d'Ogilvie, Steve Wallace, va contractar a Crowe per a la pel·lícula de 1990 Blood Oath (també conegut com a Prisoners of the Sun), que es va estrenar un mes abans que The Crossing, encara que en realitat es va filmar més tard. El 1992, Crowe va protagonitzar el primer episodi de la segona sèrie de Police Rescue. També el 1992, Crowe va protagonitzar Romper Stomper, una pel·lícula australiana que va seguir les gestes i la caiguda d'un grup de skinhead racista als suburbis de coll blau de Melbourne, dirigida per Geoffrey Wright i coprotagonitzada per Jacqueline McKenzie. Pel paper, Crowe va guanyar un premi de l'Australian Film Institute (AFI) al millor actor, després del premi al millor actor secundari per Proof el 1991. El 2015, es va informar que Crowe havia sol·licitat la ciutadania australiana el 2006 i de nou el 2013, però va ser rebutjat perquè no va complir els requisits de residència. Tanmateix, el Departament d'Immigració d'Austràlia va dir que no tenia constància de cap sol·licitud d'aquest tipus per part de Crowe.

#### Amèrica del Nord

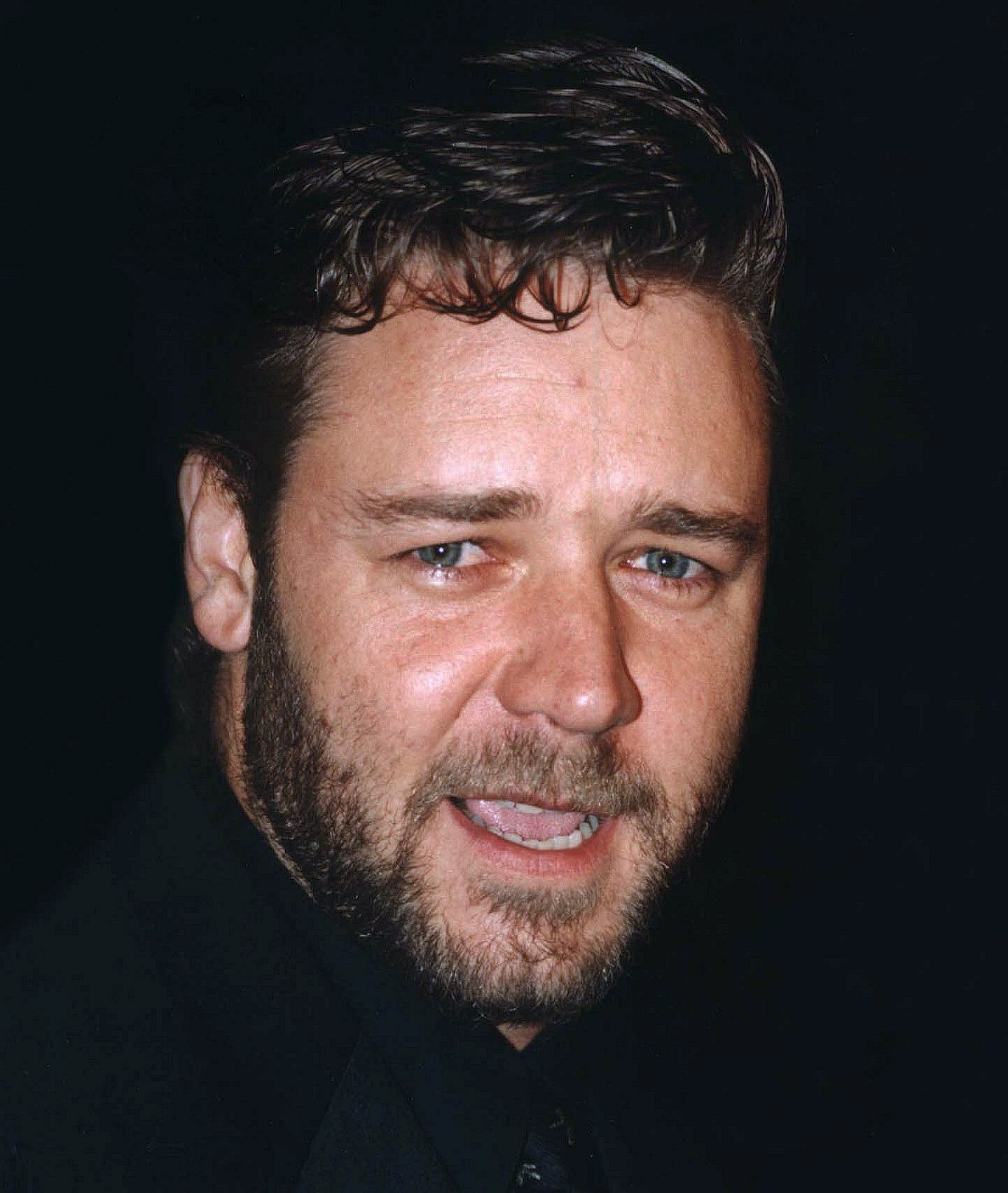
Crowe a l'estrena d'El dilema a Washington DC, 1999

Després de l'èxit inicial a Austràlia, Crowe va protagonitzar per primera vegada una producció canadenca el 1993, For the Moment, abans de concentrar-se en pel·lícules americanes. Va protagonitzar conjuntament amb Denzel Washington a Virtuosity (el duet va aparèixer més tard a American Gangster) i amb Sharon Stone a Ràpida i mortal el 1995. Va arribar a ser tres vegades nominat a l'Oscar, guanyant l'Oscar com a millor actor l'any 2000 per Gladiator. Crowe va rebre la Medalla del Centenari (Austràlia) l'any 2001 pel «servei a la societat australiana i la producció cinematogràfica australiana».
Crowe va rebre tres nominacions consecutives a l'Oscar al millor actor, per The Insider, Gladiator i Una ment meravellosa. Crowe va guanyar el premi al millor actor per A Beautiful Mind a la cerimònia dels premis BAFTA 2002, així com els premis Globus d'Or i Screen Actors Guild per la mateixa actuació. Encara que va ser nominat a un premi de l'Acadèmia, va perdre davant Denzel Washington. Les tres pel·lícules també van ser nominades a l'Oscar a la millor pel·lícula, i tant Gladiator com A Beautiful Mind van guanyar el premi. Crowe es va convertir en el primer actor a protagonitzar els guanyadors de la millor pel·lícula consecutius des de Walter Pidgeon (que va protagonitzar Que verda era la meva vall i Mrs. Miniver).
Durant els sis anys que van des del 1997 al 2003, també va protagonitzar altres dues nominacions a la millor pel·lícula, L.A. Confidential i Master and Commander: The Far Side of the World. El 2005, va tornar a formar equip amb el director de A Beautiful Mind, Ron Howard, per al drama biogràfic de boxa Cinderella Man. El 2006, va tornar a formar equip amb el director de Gladiator Ridley Scott per a Un bon any, la primera de dues col·laboracions consecutives (la segona va ser American Gangster coprotagonitzada de nou amb Denzel Washington, estrenada a finals de 2007). Tot i que la comèdia romàntica lleugera d’A Good Year no va tenir una gran acollida, Crowe va semblar satisfet amb la pel·lícula, i va dir a STV en una entrevista que pensava que els agradarien els fans de les seves altres pel·lícules.
En els darrers anys, la posició de taquilla de Crowe ha baixat. L'acció de la borsa de Hollywood (HSX) Russell Crowe (RCROW), emesa l'any 1998, manté, però, una constant acumulació. Crowe va aparèixer a Robin Hood, una pel·lícula basada en la llegenda de Robin Hood, dirigida per Ridley Scott i estrenada el 14 de maig de 2010. Crowe va protagonitzar la pel·lícula de Paul Haggis de 2010 The Next Three Days, una adaptació de la pel·lícula francesa de 2008 Pour Elle.
Després d'un any sense actuar, Crowe va interpretar a Jackknife a The Man with the Iron Fists, al costat d'RZA. Va assumir el paper de Javert a la pel·lícula musical Els miserables (2012), i va retratar el pare biològic de Superman, Jor-El, a la pel·lícula produïda per Christopher Nolan, L'home d'acer, estrenada l'estiu de 2013. El 2014, va interpretar un gàngster a l'adaptació cinematogràfica de la novel·la Winter's Tale de Mark Helprin de 1983 i el paper principal a la pel·lícula de Darren Aronofsky Noah. El juny de 2013, Crowe va signar per debutar com a director amb una pel·lícula dramàtica històrica El mestre de l'aigua, que també va protagonitzar al costat de Jacqueline McKenzie, Olga Kurylenko, Jai Courtney. Ambientada l'any 1919, la pel·lícula va ser produïda per Troy Lum, Andrew Mason i Keith Rodger. Crowe va tenir un paper important a The Mummy (2017). Crowe va interpretar Zeus a la pel·lícula de l'Univers cinematogràfic de Marvel Thor: Love and Thunder, que es va estrenar el 8 de juliol de 2022. Retrata el famós exorcista Gabriele Amorth a The Pope's Exorcist (2023).

### Musica
A la dècada de 1980, Crowe, sota el nom de «Russ le Roq», va gravar una cançó titulada "I Want to Be Like Marlon Brando". Va formar part d'un grup de rock, «30 Odd Foot of Grunts».
A la dècada de 1980, Crowe i el seu amic Billy Dean Cochran van formar una banda, Roman Antix, que més tard es va convertir en la banda de rock australiana 30 Odd Foot of Grunts (abreujat com a TOFOG). Crowe va interpretar la veu principal i la guitarra per a la banda, que es va formar el 1992. La banda va publicar The Photograph Kills EP el 1995, així com tres discos de llarga durada, Gaslight (1998), Bastard Life or Clarity (2001) i Other Ways of Speaking (2003). L'any 2000, TOFOG va fer espectacles a Londres, Los Angeles i Austin, Texas. El 2001, la banda va fer una gira als Estats Units amb parades a Austin, Boulder, Chicago, Portland, San Francisco, Hollywood, Filadèlfia, Nova York i l'últim espectacle a The Stone Pony a Asbury Park, Nova Jersey.
A principis de 2005, Thirty Odd Foot of Grunts com a grup s'havia «dissolt/evolucionat» amb Crowe sentint que la seva futura música prendria una nova direcció. Va començar una col·laboració amb Alan Doyle de la banda canadenca Great Big Sea, i amb ell va sorgir una nova banda: The Ordinary Fear of God que també va implicar alguns membres de l'anterior formació de TOFOG. Un nou senzill, Raewyn, va ser llançat l'abril de 2005 i es va publicar un àlbum titulat My Hand, My Heart. L'àlbum inclou una cançó d'homenatge a l'actor Richard Harris, que es va convertir en amic de Crowe durant la realització de Gladiator.
Crowe i la seva nova banda The Ordinary Fear of God (mantenint les sigles TOFOG) van fer una gira per Austràlia el 2005, i després als EUA el 2006, van tornar als EUA per promocionar el seu nou llançament My Hand, My Heart. El març de 2010, la versió del grup de la cançó de John Williamson «Winter Green» es va incloure en un nou àlbum recopilatori The Absolute Best of John Williamson: 40 Years True Blue, commemorant la fita del cantautor de 40 anys a la indústria musical australiana.
El 2 d'agost de 2011, la tercera col·laboració entre Crowe i Doyle es va publicar a iTunes com a The Crowe/Doyle Songbook Vol III, amb nou cançons originals seguides dels seus homòlegs de demostració acústica (per a un total de 18 cançons). Danielle Spencer fa la veu convidada a la majoria de cançons. El llançament va coincidir amb un parell d'actuacions en directe al LSPU Hall de St. John's, Terranova i Labrador, Canadà. L'àlbum digital es va publicar com a versions de descàrrega només a Amazon.com, iTunes i Spotify. Des de llavors, l'àlbum ha ocupat el número 72 de la llista d'àlbums canadencs.
El 26 de setembre de 2011, Crowe va aparèixer a l'escenari del Rogers Arena de Vancouver enmig del concert de Keith Urban. Va cantar una versió de « Folsom Prison Blues », abans d'unir-se a la resta de la banda en una interpretació de «The Joker ». El 18 d'agost de 2012, Crowe va aparèixer juntament amb Doyle al Harpa Concert Hall de Reykjavík, Islàndia, com a part del programa Menningarnótt de la ciutat.
El 2017, Crowe i Doyle havien creat un nou acte (amb Samantha Barks, Scott Grimes i Carl Falk) anomenat Indoor Garden Party que va aparèixer a The One Show per promocionar la seva àlbum anomenat The Musical.

## Filantropia

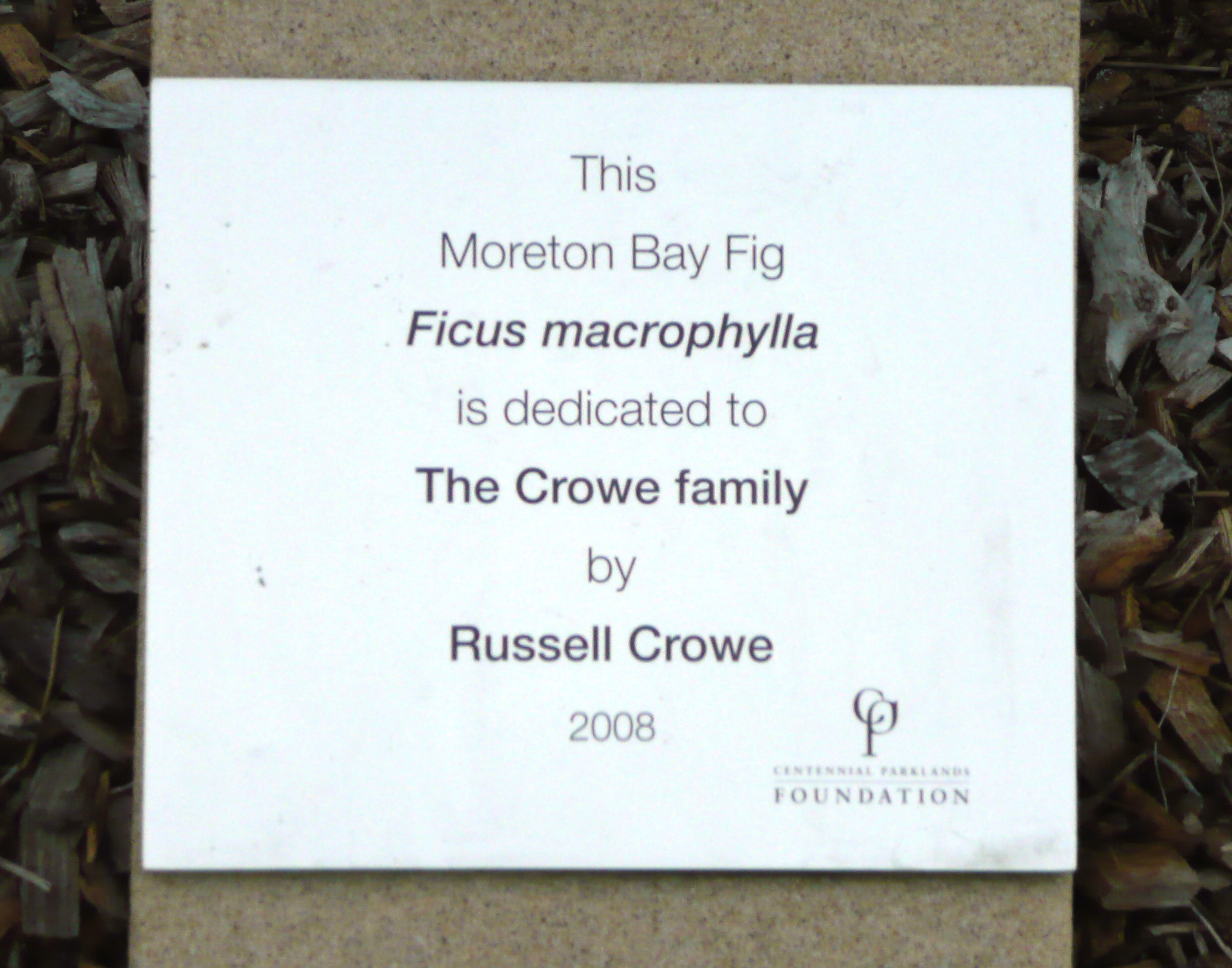
Ficus macrophylla donat per la família Crowe a Centennial Park, Nova Gal·les del Sud

Durant el rodatge de Cinderella Man, Crowe va fer una donació a una escola primària jueva la biblioteca de la qual havia estat danyada a conseqüència d'un incendi domèstic. Al lloc dels fets s'havia deixat una nota amb un missatge antisemita. Crowe va trucar als funcionaris de l'escola per expressar la seva preocupació i va voler que el seu missatge es transmetés als estudiants. El fons de construcció de l'escola va rebre donacions de tot el Canadà i la quantitat de la donació de Crowe no es va revelar. És propietari d'una granja de 226 hectàrees situada al nord-oest de Sydney, a Australia.
En una altra ocasió, Crowe va donar 200.000 dòlars a una escola primària en dificultats prop de casa seva a l’Austràlia rural. Els diners es van destinar a un projecte de 800.000 dòlars per construir una piscina a l'escola. Les simpaties de Crowe es van despertar quan un alumne es va ofegar a la platja propera de Coffs Harbour l'any 2001, i va sentir que la piscina ajudaria els estudiants a ser millors nedadors i millorar la seva seguretat a l'aigua. A la cerimònia d'inauguració, es va capbussar a la piscina completament vestit tan bon punt es va declarar oberta. La directora de Nana Glen, Laurie Renshall, va dir: «Les moltes coses que fa aquí dalt, la gent simplement no les sap. Fa 10 anys que intentem aconseguir una piscina.»
L'agost de 2020, Crowe va donar 5.000 dòlars a una recaptació de fons a GoFundMe de la cineasta Amanda Bailly i el periodista Richard Hall per ajudar a reconstruir Le Chef, un restaurant que va ser destruït a l'explosió de Beirut de 2020. La recaptació de fons tenia com a objectiu recaptar 15.000 dòlars, però va recaptar aproximadament 19.000 dòlars el 16 d'agost. En resposta a Hall que va assenyalar la donació, Crowe va tuitejar: "En nom d'Anthony Bourdain. Vaig pensar que probablement ho hauria fet si encara hagués estat per aquí. Et desitjo a tu i a Le Chef el millor i espero que les coses es puguin tornar a posar aviat."
A Russell li agrada diversificar els seus papers, no li agrada repetir-se.

## Vida personal
El 1989, Crowe va conèixer la cantant australiana Danielle Spencer mentre treballava a la pel·lícula The Crossing i tots dos van començar una relació de nou, de nou. L'any 2000, es va relacionar sentimentalment amb l'actriu nord-americana Meg Ryan mentre treballava a la seva pel·lícula Proof of Life. El 2001, Crowe i Spencer es van reconciliar i es van casar dos anys més tard, l'abril de 2003. El casament va tenir lloc a la propietat del bestiar de Crowe a Nana Glen, Nova Gal·les del Sud, i la cerimònia va tenir lloc el 39è aniversari de Crowe. La parella té dos fills: Charles Spencer Crowe (nascut el 21 de desembre de 2003) i Tennyson Spencer Crowe (nascut el 7 de juliol de 2006). L'octubre de 2012, es va informar que Crowe i Spencer s'havien separat. Es van divorciar l'abril de 2018.
Crowe, resident des de fa molt temps de Nana Glen, és molt conegut a la comunitat i és un mecenes freqüent dels jocs de rugbi locals. Durant els incendis forestals australians del 2019 i el 2020, va recaptar més de 400.000 dòlars per al NSW RFS venent el seu barret Rabbitohs del sud de Sydney en una subhasta en línia.
El 9 de març de 2005, Crowe va revelar a la revista GQ que agents de l'FBI s'havien acostat a ell abans de la 73a edició dels Premis de l'Acadèmia i li van dir que el grup terrorista Al-Qaeda volia segrestar-lo. Va recordar: "Va ser alguna cosa a veure amb una gravació recollida per una policia francesa, crec, a Líbia o a Alger... es tractava de treure els americans iconogràfics de la imatge com una mena de pla de desestabilització cultural".
A principis de 2009, Crowe va aparèixer en una sèrie de segells postals d'edició especial anomenats "Legends of the Screen", amb actors australians. Crowe, Geoffrey Rush, Cate Blanchett i Nicole Kidman apareixen cadascun dues vegades a la sèrie, una vegada com a ells mateixos i una altra com el seu personatge nominat a l'Oscar. Crowe és l'únic no australià que apareix als segells.
El juny de 2010, Crowe, que va començar a fumar quan tenia 10 anys, va anunciar que havia deixat de fumar pel bé dels seus dos fills. Al novembre, va dir a David Letterman que havia fumat més de 60 cigarrets al dia durant 36 anys i que havia "caigut del vagó" la nit abans de l'entrevista i que havia fumat molt.
El 20 de desembre de 2022, Crowe va ser nomenat per l'alcalde de Roma, ambaixador de Roma al món. El dia de la cita, Crowe va declarar que seria important acollir la propera Copa del Món de la FIFA a Itàlia.
Rusell Crowe és seguidor del Futbol Club Barcelona i de l'Inter.

## Filmografia

### Actor
- 1987: Neighbours de Reg Watson (sèrie TV)
- 1988: Living with the Law (serie TV)
- 1990: Prisoners of the Sun de Stephen Wallace
- 1990: El pas a nivell (The Crossing) de George Ogilvie
- 1991: Acropolis Now (sèrie TV)
- 1991: Proof de Jocelyn Moorhouse
- 1991: Brides of Christ de Ken Cameron (sèrie TV)
- 1992: Spotswood de Mark Joffe
- 1992: Sidney Police (Police Rescue) (sèrie TV)
- 1992: Romper Stomper de Geoffrey Wright
- 1993: Hammers Over the Anvil d'Ann Turner
- 1993: For the Moment d'Aaron Kim Johnston
- 1993: Love in Limbo de David Elfick
- 1993: El Brumby platejat (The Silver Brumby) de John Tatoulis
- 1994: The Sum of Us de Geoff Burton i Kevin Dowling

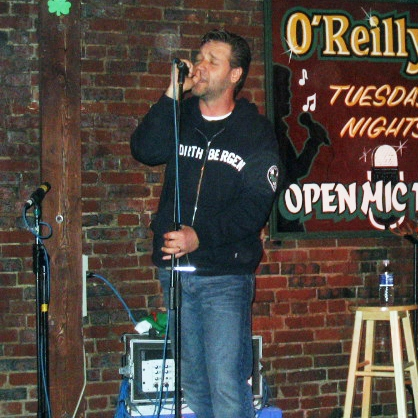
Russell Crowe cantant en un pub de Saint John's

- 1995: Ràpida i mortal (The Quick and the Dead) de Sam Raimi
- 1995: La força de la sang (No Way Back) de Frank A. Cappello
- 1995: Virtuosity (Virtuosity) de Brett Leonard
- 1995: Encanteri a la ruta maia (Rough Magic) de Clare Peploe
- 1997: L.A. Confidential de Curtis Hanson
- 1997: Fugida desesperada (Heaven's Burning) de Craig Lahiff
- 1997: Breaking Up de Robert Greenwald
- 1999: Mystery, Alaska de Jay Roach
- 1999: El dilema (The Insider) de Michael Mann
- 2000: Gladiator de Ridley Scott
- 2000: Proof of life de Taylor Hackford
- 2001: Una ment meravellosa de Ron Howard
- 2003: Master and Commander: The Far Side of the World de Peter Weir
- 2005: Cinderella Man de Ron Howard
- 2006: Un bon any de Ridley Scott
- 2007: El tren de les 3:10 (3:10 to Yuma) de James Mangold
- 2007: American Gangster de Ridley Scott
- 2008: Body of Lies de Ridley Scott
- 2009: L'ombra del poder de Kevin Macdonald
- 2010: Robin Hood de Ridley Scott
- 2010: The Next Three Days de Paul Haggis
- 2012: Les Misérables de Tom Hooper
- 2012: The Man with the Iron Fists de RZA
- 2013: Broken City d'Allen Hughes
- 2013: Man of Steel de Zack Snyder
- 2014: Conte d'hivern (Winter's Tale) d'Akiva Goldsman
- 2014: Noah de Darren Aronofsky
- 2014: El mestre de l'aigua
- 2015: Fathers and Daughters de Gabriele Muccino
- 2016: The Nice Guys de Shane Black
- 2017: The Mummy d'Alex Kurtzman
- 2018: Turtle Odyssey
- 2018: Boy Erased
- 2019: True History of the Kelly Gang
- 2020: Unhinged
- 2021: Zack Snyder's Justice League
- 2022: Thor: Love and Thunder
- 2022: Prizefighter: The Life of Jem Belcher
- 2022: The Greatest Beer Run Ever
- 2022: Poker Face

### Director
- 2002: Texas
- 2002: 60 Odd hours in Italy (documental)
- 2014: El mestre de l'aigua
- 2022: Poker Face

### Productor
- 2002: Texas

## Premis i nominacions

### Premis
- 2001: Oscar al millor actor per Gladiator
- 2002: Globus d'Or al millor actor dramàtic per Una ment meravellosa
- 2002: BAFTA al millor actor per Una ment meravellosa

### Nominacions
- 2000: Oscar al millor actor per El dilema
- 2000: Globus d'Or al millor actor dramàtic per El dilema
- 2000: BAFTA al millor actor per El dilema
- 2001: Globus d'Or al millor actor dramàtic per Gladiator
- 2000: BAFTA al millor actor per El Gladiator
- 2002: Oscar al millor actor per Una ment meravellosa
- 2004: Globus d'Or al millor actor dramàtic per Master and Commander: The Far Side of the World
- 2006: Globus d'Or al millor actor dramàtic per Cinderella Man